# 諾里奇藝術大學
諾維奇藝術大學（Norwich University of the Arts）是一所位於英國諾福克郡諾里奇的藝術大學，有藝術、媒體和設計專業。其歷史可以追溯至1845年成立的諾里奇設計學院（Norwich School of Design），最初只是為當地工業設計提供人員培訓，1965年開始提供學位，2013年1月獲大學資格。

## 外部連結
- Norwich University of the Arts website* （页面存档备份，存于）